# Coures
Cet article concerne le peuple couronien. Pour la langue couronienne, voir Couronien.

Peuples baltes

Les Coures ou Couroniens (curonien : Kursi ; allemand : Kuren ; letton : kurši ; lituanien : kuršiai ; estonien : kuralased) sont une ancienne tribu balte, qui a donné son nom à la région de Courlande (en letton : Kurzeme). Les Coures ont vécu entre le Ve et le XVIe siècle dans les territoires actuels de la Lettonie et de la Lituanie.

## Histoire
Au VIIe siècle, les Vikings débarquent sur leur territoire pour des opérations de pillage qui durent jusqu'au VIIIe siècle.
Les Coures sont cités (sous la forme latine Cori) dans la Vita Sancti Anscharii (888) comme un des peuples relevant de l'évêché de Hambourg fondé en 830.
Au XIIIe siècle, les chevaliers de l'Ordre Teutonique conquièrent leur territoire.
Au XVe siècle, le peuple coure passe sous la domination du Grand-duché de Lituanie.
La langue coure disparaît au XVIe siècle.

## Civilisation
Ils sont la première tribu balte à avoir accepté le christianisme mais ils ont continué à pratiquer d'anciennes coutumes païennes que l'on retrouvait encore chez leurs descendants du XIXe siècle.